# Chroniques d'une cour de récré
Pour plus de détails, voir Fiche technique et Distribution.
Chroniques d'une cour de récré est un film français réalisé par Brahim Fritah et sorti en 2013.

## Fiche technique
- Titre : Chroniques d'une cour de récré
- Réalisation : Brahim Fritah
- Scénario : Johanne Bernard et Brahim Fritah
- Photographie : Pascal Lagriffoul
- Son : Brice Cavallero
- Montage : Catherine Mantion
- Musique : Jean-Christophe Onno
- Production : Futurikon
- Pays :  France
- Durée : 85 minutes
- Date de sortie : 
  - France : 5 juin 2013

## Distribution
- Yanis Bahloul : Brahim
- Vincent Rottiers : Moustache
- Rocco Campochiaro : Salvador
- Billel Bouakel : Larbi
- Nina Descamps : Nathalie
- Lilya Ibnou Ennadre : Malika
- Mostefa Djadjam : le père
- Dalila Ibnou Ennadre : la mère
- Stéphane Schoukroun : le directeur de l'usine
- Raphaël Ferret : Girardi
- Richard Decaux : François
- Sami Srari : Soujit
- Jean-Bastien Périchon : William
- Maïmouna Traoré : Ella
- Naomi Ferreira : Virginie
- David Ayala : le maire
- Benoît Montet : le quincailler
- Frédéric Favre : le photographe
- Philippe Rebbot : le principal
- Anne Azoulay : la maîtresse
- Reda Kateb : le vendeur de lunettes 3D

## Sélections[1]
- Festival du cinéma méditerranéen de Montpellier 2012
- Rencontres cinéma de Gindou 2012
- Festival international du film de Varsovie 2012
- Festival international du film de São Paulo 2012
- Festival International du film francophone de Tübingen  2013